# Emerald-klass (kryssare)
Emerald-klassen eller E-klassen var en klass av två lätta kryssare som byggdes för Royal Navy. Efter Hawkins-klassen beställdes tre fartyg av en ny klass som var utformade för att betona hög hastighet på bekostnad av andra egenskaper, för att användas mot de ryktade nya tyska snabba kryssare - som Brummer-klassen - och särskilt minfartyg i Nordsjön. Arbetet på det tredje fartyget avbröts i november 1918.

## Design
E-klassen byggde på den föregående Danae-klassen, som i sin tur byggde på kryssare i C-klassen, men hade ett mycket högt förhållande mellan längd och bredd och bara en kanon till, trots att den var mycket större och dyrare. Mycket offrades för att uppnå den höga hastigheten 33 knop (61 km/h), hästkrafterna fördubblades och skrovet förlängdes med 30 meter i längd, med en 50-procentig ökning av deplacementet. Endast två fartyg byggdes och de stod färdiga 1926. Fyra propellrar var nödvändiga för den ökade effekten och drevs från två maskinrum. Det fanns fyra pannrum, där nummer 2 och 3 var placerade sida vid sida medan avgaserna samlades i en gemensam skorsten. Detta ledde till ett bisarrt skorstensarrangemang, som accentuerades ytterligare när en längre katapult 1935 krävde att stormasten skulle placeras framför den efterföljande skorstenen och att skorstenarna höjdes med 1,5 meter.
Enterprise färdigställdes med en prototyp av ett dubbelt 15,2 cm-torn i stället för två främre enkelmonterade. Försöken med tornet var framgångsrika och det behölls på Enterprise under resten av hennes tjänstgöringstid. Tornet installerades senare i Leander- och Arethusa-klasserna. Installationerna i tornet upptog mindre utrymme än Emeralds A- och B-kanoner, varför bryggan placerades längre fram. Bryggan hade en ny utformning och bestod av ett enda block som toppades av ett utsiktstorn, i stället för de traditionella plattformarna som byggdes runt förmasten och styrhytten och toppades av en "spotting top". Den här utformningen av bryggan skulle senare dyka upp i kryssare av County-klassen.
Trots sin ålder och sitt udda utseende var de två fartygen de snabbaste kryssarna i Royal Navy vid andra världskrigets utbrott. Emerald översteg 32 knop (59 km/h) i ett försök med full kraft och med fullast 1939. Båda kryssarna hade också den tyngsta torpedbeväpningen av alla kryssare i Royal Navy - fyra fyrdubbla torpedtuber. Dessa kryssare hade en lång räckvidd, till skillnad från kryssarna i C- och Danae-klassen, vilket gjorde dem värdefulla för att patrullera sjöleder mot tyska hjälpkryssare. De var också tillräckligt stora för att kunna rymma betydande tillägg till sin luftvärnsbeväpning samt moderna radarsystem.

## Modifieringar

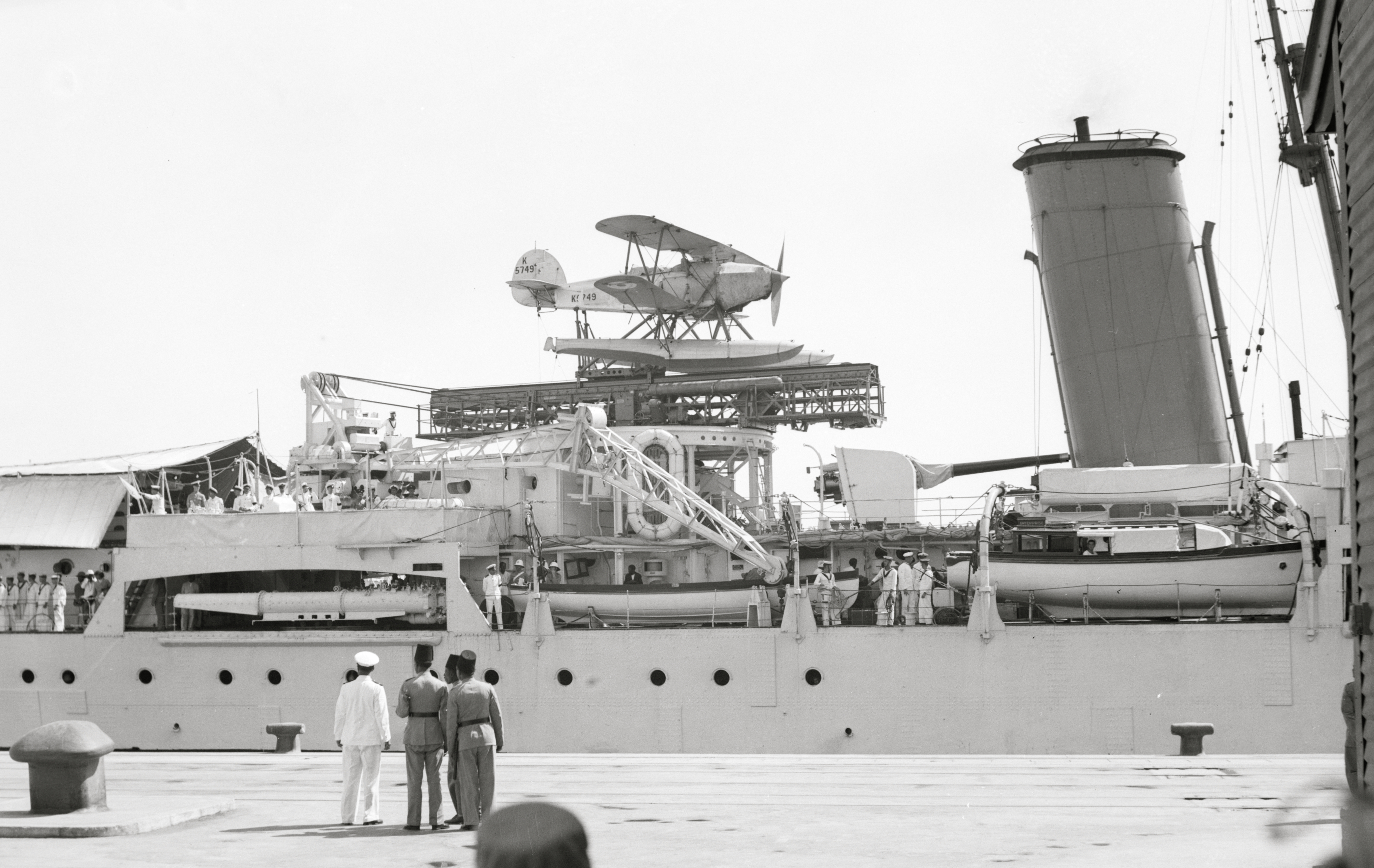
Ett sjöflygplan ombord på Enterprise i maj 1936.

I mitten av 1930-talet utrustades båda fartygen med en katapult som ersatte den föråldrade flygavfyrningsplattformen och fick ett HACS Mk.I eldledningssystem för 10,2 cm kanonerna, som monterades midskepps mellan strålkastarplattformen och den bakre skorstenen. Skorstenarna höjdes också 1,5 meter. Senare förslag om att öka luftvärnet genom att lägga till dubbla 10,2 cm- och flera 40 mm "pom-pom" automatkanoner hindrades av krigsutbrottet.

## Skepp i klassen
| Namn       | Varv                                                  | Kölsträckt        | Sjösatt          | Färdigställd                         | Öde                          |
| ---------- | ----------------------------------------------------- | ----------------- | ---------------- | ------------------------------------ | ---------------------------- |
| Emerald    | Sir W. G. Armstrong, Whitworth and Company, Elswick   | 23 september 1918 | 19 maj 1920      | Chatham Royal Dockyard, januari 1926 | Såld som skrot 23 juni 1948  |
| Enterprise | John Brown and Company, Clydebank                     | 28 juni 1918      | 23 december 1919 | Devonport Royal Dockyard, april 1926 | Såld som skrot 11 april 1946 |
| Euphrates  | Fairfield Shipbuilding and Engineering Company, Govan | 1918              | i.u.             | i.u.                                 | Avbeställd, 26 november 1918 |

## Historia
Liksom Hawkins-klassen användes de huvudsakligen för att patrullera handelsrutter till havs, men de tjänstgjorde också i Fjärran Östern 1942–1943 med Ostindiska flottan. Till skillnad från nästan alla andra äldre kryssare tjänstgjorde båda fartygen fram till krigets sista månader. Enterprise tjänstgjorde i Force H 1940 i attacken på Mers-el-Kébir i juli 1940. Enterprise tjänstgjorde efter sin ombyggnad 1942–1943 i Home Fleet där hon i sällskap med kryssaren Glasgow deltog i slaget i Biscayabukten mot en tysk torpedbåts- och jagarstyrka i december 1943 i Biscayabukten. Emerald stödde de brittiska styrkorna i deras kampanj för att slå ner den protyska revolten i Irak sommaren 1941. Båda kryssarna gav eldunderstöd vid landstigningen i Normandie i juni 1944. Båda kryssarna placerades i malpåse i januari 1945; Enterprise återaktiverades dock för att användas för trupptransport när kriget tog slut.

## Källförteckning
- Brown, David K. (1997). ”Re: E's and Super Es”. Warship International XXXIV (1):  sid. 7–8. ISSN 0043-0374.
- Campbell, N. J. M. (1980). ”Great Britain”. i Chesneau, Roger. Conway's All the World's Fighting Ships 1922–1946. New York: Mayflower Books. Sid. 2–85. ISBN 0-8317-0303-2.
- Mall:Cite Colledge2006
- Friedman, Norman (2010). British Cruisers: Two World Wars and After. Barnsley: Seaforth Publishing. ISBN 978-1-59114-078-8.
- Friedman, Norman (2011). Naval Weapons of World War One: Guns, Torpedoes, Mines and ASW Weapons of All Nations; An Illustrated Directory. Barnsley: Seaforth Publishing. ISBN 978-1-84832-100-7.
- Lenton, H. T. (1998). British & Empire Warships of the Second World War. Annapolis, Maryland: Naval Institute Press. ISBN 1-55750-048-7.
- McBride, K. D. (1996). ”Es and Super-Es”. Warship International XXXIII (3):  sid. 257–278. ISSN 0043-0374.
- Preston, Antony (1985). ”Great Britain and Empire Forces”. i Gray, Randal. Conway's All the World's Fighting Ships 1906–1921. Annapolis, Maryland: Naval Institute Press. Sid. 1–104. ISBN 0-85177-245-5.
- Raven, Alan; Roberts, John (1980). British Cruisers of World War Two. Annapolis, Maryland: Naval Institute Press. ISBN 0-87021-922-7.
- Rohwer, Jürgen (2005). Chronology of the War at Sea 1939–1945: The Naval History of World War Two (3rd rev.). Annapolis, Maryland: Naval Institute Press. ISBN 1-59114-119-2.
- Whitley, M. J. (1995). Cruisers of World War Two: An International Encyclopaedia. London: Cassell. ISBN 1-86019-874-0.
- Woodbridge, W. D. (1997). ”Re: E's and Super Es”. Warship International XXXIV (1):  sid. 8. ISSN 0043-0374.